# بلاني زماني (مسلسل)
بلاني زماني هو مسلسل كويتي كوميدي تم عرضه في عام 2019. من إخراج أحمد الدوغجي والمخرج الدرامي خالد راضي الفضلي، وبطولة حسن البلام وأحمد العونان وإنتصار الشراح وفهد البناي ومحمد الرمضان وعبد العزيز النصار.

## نبذة عن المسلسل
مجموعة من الحلقات المتصلة المنفصلة، حيث يتم تقديم قصة في كل حلقة بطريقة كوميدية، متضمن فترات زمنية مختلفة.

## طاقم العمل
- حسن البلام
- أحمد العونان
- إنتصار الشراح
- فهد البناي
- محمد الرمضان
- عبد العزيز النصار
- خالد المظفر
- عبد الله الخضر
- محمد عاشور
- وغيرهم[2]

## الحلقات
| الحلقة | القصة |
| ------ | --- |
| 1      | تدور أحداث الحلقة حول (المطرب) حيث تتعرض لمن يرون في أنفسهم موهبة الغناء، ويغنوا في كل مكان، وحول برامج المواهب التي انتشرت مؤخرًا وكيفية اختيار لجنة التحكيم للأصوات الجيدة دون غيرها، ودور المظهر والشكل والملابس في ذلك، كما تتعرض لقيام المشتركين بمجاملة اللجنة لكي يوافقوا عليهم، ودور هذه البرامج في نقل الموهوبين من مرحلة الهواة إلى مرحلة المحترفين، كما تعرضت لتعليقات اللجنة على المشتركين.           |
| 2      | تدور أحداث الحلقة هذه المرة عن المثل الذي يقول (اسأل مجرب ولا تسأل طبيب) من خلال تقديم شخص لوصفات طبية لشخص مريض، لكن المريض يشعر أنه بحاجة لطبيب فيذهب للمستشفى، وهناك يختلف الأطباء في التشخيص، فيعود الشخص الأول في الكلام مرة أخرى عن أن العلاج تشخيص ثم قال أن العلاج نفسي، ويواصل هذا الشخص في وصف وصفات لكل من يقابله ويشتكي من شيء، وغالبًا ما يكون الكركم من ضمن الوصفة.                                 |
| 3      | تدور أحداث الحلقة حول الثأر حيث تبدأ بشخص اسمه مهاوش يحب ابنة عمه هنوف، ويخبرها أن عينيه بها مشكلة، ولما سألته عن السبب، أخبرها أنه فقد عينه اليسرى أثناء الحرب، لكن وبالخطأ بسبب عينه التي فقدها يقوم مهاوش بقتل صايل أخو هنوف أثناء صيد الأرانب في الصحراء، ثم يقوم قاضي القبيلة بالحكم عليه بنفيه لمدة سنتين، لكن يأتي عدو على القبيلة فيقوم مهاوش بصده ثم يذهب وهو ملثم ويطلب يد هنوف جائزة له فيوافق أبوها. |
| 4      | تدور أحداث الحلقة حول الكفار، حيث يجتمع الكفار في السوق فيقول أبو كنار أنه تعرض للسرقة، ثم يضحكون وبعدها يأتي أكثر من شخص لمكان سهر الكفار ويقول أنه تم سرقته، في حين جلس شخصين هما أبو حاجب وأبو شنب يتحدثون عن السرقة، وعن صوت الكفار وملابسهم، ثم تنتهي الأحداث بالإمساك بالسارقين وسؤالهما عن سبب السرقة. |
| 5      | تدور الأحداث هذه المرة حول المزرعة حيث يطلب شخص أن يتعلم ابنه العادات والتقاليد ليصبح متمتعًا بصفات الرجال، فيأخذه إلى المزرعة وهناك يقابلان شابين ويحاولان تعليمه طريقة تقديم القهوة ونوعية الطعام في هذا المكان ونوعية الملابس وطريقة الكلام، لكن في النهاية يتعلم هو منهما ذلك ويعلمه هو طريقة العيش في الحضر ونوعية الملابس هناك وطريقة الكلام، ليصبح هو مثلما كانا، ويصبحان هما مثلما كان هو من قبل.         |
| 6      | تدور أحداث الحلقة حول القروض البنكية وخاصة القروض التي يأخذها أصحابها للضرورة، فمنهم من يريدها من أجل استكمال دراسته في الخارج وأخر من أجل الزواج، وأخرى من أجل شراء ملابس جديدة على الموضة، وأخر لكي يؤمن مستقبل أولاده عن طريق عمل مشروع، كما يتعرضون لشروط أخذ القروض من البنوك مثل أن يكون لدى المقترض وظيفة أو أملاك، ونسبة الفائدة على القرض، وقيمة القسط، والحد الأقصى للقرض وعدد مرات طلب قرض من البنك.  |
| 7      | شخص متزوج ولديه طفل، يحب الجلوس مع الحمام وقت كثير فهو يحب الحمام جدًا ويرى أنه ذكي ولديه عقل أذكى من عقل أصدقائه، كما أنه يعطي لكل حمامة اسم، ومنهم حمامة اسمها (مها)، حزن كثيرًا عليهما عندما تغيبت لأكثر من يوم ولم تعد للقفص، خاصة أنه يستخدمها في إرسال رسائل الحب والشعر لعشيقته، حتى يتبين في النهاية أن زوجته هي التي كانت ترسل له رسائل الحب لأنها تفتقد لحبه.                                            |
| 8      | تدور الأحداث حول التربية من خلال عائلتين إحداهما غنية والأخرى فقيرة، حيث تتعرض لاختلاف طريقة التربية مع الأولاد في الدراسة وفي تعامل الأولاد مع أهاليهم وفي التزام الأولاد بكلام أهاليهم وحول أصدقاء الأولاد وحول مدى خوف الأولاد من أهاليهم ومدى احترامهم لهم، وحول إنفاق الأولاد للمال الذي أخذوه من أهاليهم، وحول استئذان الأولاد من أهاليهم عند الخروج للسهر مع الأصدقاء.                                    |
| 9      | ملك زوجته حامل لكنه يريد أن يكون المولود ولد وليس بنت فهو يرى أن الولد سيكون ملك من بعده وسيكمل طريقة حكمه للمدينة وسيقود الحروب من بعده، وفي نفس التوقيت تكون زوجة الحطاب حامل، وعندما تقوم الداية بتوليد زوجة الملك وزوجة الحطاب تأتي لها فكرة قالتها للملكة بأن تغير الطفلين ببعض، كأنها أنجبت الولد وكأن زوجة الحطاب أنجبت بنت، وعندما يكبرا تعترف الداية بما حدث عندما أراد الملك تزويج الأمير لبنت الحطاب. |
| 10     | في إحدى القبائل يتقدم شخص لخطبة ابن عمه شيخ القبيلة لكن الفتاة كانت تحب شخص آخر وهو شخص يستطيع قول الشعر، لذا تلجأ الفتاة لحيلة وهي أن تقيم بينهما منافسة بين ابن عمها والشخص الذي تحبه، وحينما يأتي الاثنان تطلب قصيدة والفائز يتزوج منها، لكن أثناء المنافسة ترى الفتاة خنجر في يد حبيبها فتعتقد أنه قاتل أخوها لكن والدها يخبرها أن ليس نفس الخنجر، فيرى حبيبها أنه لا يجب أن يناسب هذه العائلة بتفكيرهم هذا. |
| 11     | تدور أحداث الحلقة حول تفسير الأحلام من خلال شخص يحلم بشيء غريب وهو ما جعله لا ينام جيدًا، وعندما يذهب للعمل ويشتكي لزميله يخبره أنه سيذهب به للشيخ الواوي وهو مفسر أحلام، ثم يستضيف مذيع راديو الواوي حيث يستقبل عدد من الاتصالات ويقوم هو بتفسيرها، ثم يتم عمل مؤتمر لتفسير الأحلام به مقدم المؤتمر وكان به متحدثين وهم الواوي وجاثوم وكابوس وغيبوبة وكلًا من هؤلاء له تفسير.                                     |
| 12     | تدور أحداث الحلقة حول الوريث من خلال شخص يتمنى وفاة أبوه التاجر لكي يرثه، وعندما يريد والده تزويجه من فتاة يذهب لتاجر كبير ليزوج بنته لابنه وهنا يصبح أمنية ودعاء الولد أن يتزوج من البت ويتوفى والدها لكي يرثه، لكن والد الشاب كان حزين لأنه ابنه ليس عاقل بما يكفي وهو نفس حزن والد الفتاة وهو ما جعل والد الابن يقول أنه لن يورثه إلا داره فقط وسيجعل باقي ممتلكاته وقف.                                      |
| 13     | تدور أحداث الحلقة حول مباراة الكلاسيكو بين ريال مدريد وبرشلونة حيث تبين مدى التعصب الذي لدى البعض تجاه الفريق الذي يشجعوه، حيث يرفض صيدلي صرف دواء لمريض لأنه يشجع الفريق المنافس، وآخر يرفض التوقيع على معاملة لأن العميل يشجع الفريق المنافس، ثم تتعرض الأحداث للخطط التي يضعها المشجعين لفريقهم وحول حديثهم مع أصدقائهم، كما تتعرض للتشجيع الذي يحدث في الكافيتريات والقهاوي والكافيهات قبل المباراة.         |
| 14     | تدور أحداث الحلقة حول الوسواسي من خلال شخص موسوس نظافة يخاف أن يأكل شيء ملوث أو يشرب شيء به ميكروبات، حتى ملابسه يخاف أن تكون متسخة، كما أنه يخاف من مصافحة الناس بيده خوفًا من أن تكون يديهم متسخة، كما يخاف من النوم على السرير، كما يطلب من الحلاق أن يحلق له بدون أن يلمسه. |
| 15     | تدور الأحداث حول توصيل الطلبات للمنازل من خلال شركة توصيل يعمل بها عدد من الأشخاص يطلب منهم المدير أن يعملوا بجدية أكثر كما قال لهم عن المشاكل التي يقومون بها مثل أن يأكل أحدهم من طلبية عميل ومثل تأخرهم في توصيل الطلبات للعملاء وغيرها، كما تتعرض الأحداث للمواقف التي يقابلها هؤلاء عند توصيلهم للطلبات مثل أم يرفض أحدهم استلام طلبه بسبب تغير ظروفه أو لأنها هدية له ولا يريدها.                          |
| 16     | تدور الأحداث حول تيمورلنك وهو حاكم لص يحكم مدينة ولديه مجموعة من اللصوص يقومون بسرقة المدينة والتحكم في تجارها وأخذ كل شيء منهم، ولأنه ظالم كان يخاف أن يأكل من الطعام قبل أن يجعل شخص يأكل منه قبله حتى يتأكد من خلوه من السم، ثم يطلب من لصوصه أن يأتوا له بأجمل فتيات المدينة لكي يتزوجها، فيتنكر شهبندر التجار وعدد من الرجال في زي سيدات ثم ينتصر الخير على الشر.                                           |
| 17     | تدور أحداث الحلقة حول الشهادات من خلال شخص حصل على الدكتوراة من الخارج فبدأ يتعامل مع الناس بشكل غريب فأصبح يتحدث بالإنجليزية كثيرًا وارتدى نظارة وبدأ يغير من طريقة حياته من حيث الأكل والشرب، لكن يبدو أنه لم يحصل على شهادة حيث ذهب مع صديقه لمكان غريب لكي يزور شهادة علمية له، ويبدو أن هذا يقوم به العديد من الشباب فمقدم البرنامج لديه دكتوراة في الإذاعة حتى أن من يقوم بصنع الشاي لديه شهادة دكتوراة.    |
| 18     | تدور أحداث الحلقة حول الزار من خلال ولد يطلب من أبيه مال فينصحه هو وأمه بأن يعمل لكي يكسب المال، ثم يأتي صديق هذا الولد ويستمعان لدق طبول فيذهبان وهناك يشاهدا شخص عليه جن، وعندما يعود الولد لبيته يخبر أمه أنه رأى جن، فيقوم أبوه بجلب شخص يقوم بعلاج مثل هذه الحالات، فأخبر والده بأنه سيقوم بإخراج الجني من جسمه، لكن الحقيقة أن الولد ضحك على أبيه وأمه لكي يأخذ مال منهما ويطلب ما يريد.                   |
| 19     | تدور أحداث الحلقة حول كومار، وهو شخص يعمل سائق لدى أسرة أبو حمد لكن صديقه كومار يخبره أنه لكي يكسب أموال كثيرة عليه أن يقوم بجعل أبو حمد يتعصب فيعامله معاملة سيئة فيذهب لحقوق الإنسان التي ستصرف له تعويض، لكن أبو حمد يكتشف أن كومار يقوم بعمل مخالفات بالسيارة وكسر الإشارة الحمراء كثيرًا، ثم يقوم كومار بشكوى أبو حمد للمباحث بأنه يضربه ولا يعطيه مال ولا إجازة فتقف المباحث مع كومار.                      |
| 20     | تدور أحداث الحلقة حول الداية من خلال زوج تخيره الداية بين سلامة زوجته وبين سلامة المولود ثم خرجت تخبره بوفاة الأم أثناء الولادة، وعلى جانب آخر يوجد زوج آخر ومعه زوجته حيث تلد في المستشفى، حيث تتعرض لوظيفة الداية في الماضي حيث كانت تقوم بتوليد النساء ومعالجتهم بطرق بدائية، وما حدث من تطور في العلاج في المستشفيات والأطباء بعيدًا عن الداية وهذه الطرق القديمة.                                            |
| 21     | تدور الأحداث حول موصدجية من خلال أم تشتكي لابنها عدم زيارته لها بشكل مستمر وانشغاله طوال الوقت عنها ثم تطلب منه أن يأتي هو وأخوته لأنها تريدهم أن يكونوا حولها لأن عمه وزوجة عمه سيأتون عندها غدًا، ثم فجأة ينام هذا الشخص ويستيقظ فيجد أنه عاد للزمن القديم حيث لا يوجد تليفون محمول وحيث المال كان به بركة وحيث التواصل بين العائلة أكثر من زمن التطور الذي يُستخدم المحمول فيه للتواصل وبالتالي لا يذهبوا لبعض. |
| 22     | تدور أحداث الحلقة حول راعي الفزعة من خلال أم تحتاج غاز فيذهب ابنها لتغيير أنبوبة البوتاجاز ثم يقوم بعمل الطعام، ثم يخرج فيجد جاره يحتاج مياه ليملأ المسبح البلاستيك لأولاده ليعوموا فيها وكأنه بحر، ثم يساعد امرأة في التسوق بالسوبر ماركت ثم يقوم بمساعدة شخص في نفخ كرته، ثم يقوم بمساعدة شخص في حمل كراتين وقعت من سيارته، فهو يساعد أي شخص يقابله لكنه يتعرض للضرب عندما نزل ليساعد شخصان كانا يتشاجران.     |
| 23     | تدور أحداث الحلقة حول يوميات متقاعد من خلال أكثر من شخص متقاعد وطريقة حياته بعد التقاعد فمنهم من يستيقظ في الصباح الباكر لكي يسقي الورد والزرع في بيته وآخر يستيقظ ويفطر ويخرج ليمارس الرياضة ويترك لزوجته البيت غير مرتب، ومنهم من لا يجد شيء فيركز في كل شيء تفعله بنته، فمعظمهم لا يعجبهم شيء، حتى أنهم بحثوا عن عمل أو قاموا بفتح محلات أحدهم للفاكهة والخضروات وآخر للملابس وآخر للورود.                    |
| 24     | تدور أحداث الحلقة حول عيد الحب من خلال زوج وزوجة يحتفلان بعيد الحب ويتحدثان مع بعض أنهما يحبان بعض فهما يعيشان حياة سعيدة، في حين يتشاجر آخران في مول بسبب انشغالها عنه بالمحمول، ويتشاجر غيرهما لأن زوجها مشغول عنها بالناس حتى أنه طلقها لحبه لشغله ثم يذهب لطبيب نفسي ويحكي له ما حدث، وأخرى ذهبت تحكي للطبيب عدم اهتمام زوجها بما تفعل، في حين أن الطبيب نفسه يعاني من مشكلة عاطفية.                         |
| 25     | تدور أحداث الحلقة حول الدلال، حيث يتحدث مع تاجر حول شراء كل أراضي الديرة، ثم يقومان بعمل مؤتمر ويخبرا أهل الفريج بأنهما سيقومان بعمل مشروع على الأراضي التي تم شرائها وأن شركة أوروبية ستقوم بإدارة ذلك المشروع، وبعد ذلك يفتتحان المشروع ثم يقرران عمل نفس الشيء في الفريج الذي يليه، فيذهب الدلال ويخبر الناس أنه سيتم عمل مدينة ذكية نموذجية على أراضيهم وأنه يريد شراء كل الأراضي بما فيها القهوة.           |
| 26     | تدور أحداث الحلقة حول غلاء الأسعار من خلال شخص يعمل حمال يذهب للسوق فيجد كل المحلات مغلقة ويأتي شخص وزوجته فيعرف منه أن المحلات مغلقة بسبب ارتفاع الأسعار، ثم يذهب الحمال لهذا الشخص ويشتكي من عدم وجود عمل خاصة أنه قام هو الآخر برفع أجرته كحمال، ثم يجتمع مجموعة من الرجال للحديث حول غلاء الأسعار في الفريج من حيث الأعلاف والمهور وغيرها من الأشياء، ثم يجلس الشخص مع زوجته ويخبرها أن الحل هو ربط الحزام.  |
| 27     | تدور أحداث الحلقة حول شعر ولحية من خلال صالون حلاقة يجلس به مالكه ويعمل تحت يده عدد من الحلاقين كل واحد منهم له طريقة خاصة في الحلاقة وله زبائنه حتى أن أحدهم يقوم بالحلاقة للحيوانات والطيور، لكن يمر الصالون بأزمة فيضطر مالكه لجلب شريك جديد معه ويجلس يستمع لاقتراحات الحلاقين الذين يعملون لديه. |
| 28     | تدور أحداث الحلقة حول تويتر من خلال شخصان يتحدثان عن تويتر والتويتات والترند وكيفية استخدام تويتر وأنه يجعل أصحابه مشهورين خاصة الذين تكون مواضيعهم حساسة ومهمة، ثم يقوم أحدهم بعمل حساب تويتر لشخص لا يعرف شيء عنه فقام باستخدامه بعمل تغريدات صريحة عن المسؤولين عن القرار وغيرهم حتى يصير مشهور لكنه لم يفلح في ذلك فذهب لشخص لكي ينصحه، وهو ما جعل المتابعين يزيدون عنده، لكن المباحث الإلكترونية قبضت عليه. |
| 29     | تدور أحداث الحلقة حول المزعج من خلال شخصين يتحدثان ومن كثرة حديث أحدهما يتركه الآخر يتحدث مع نفسه، ويبدو أن هذا الشخص يزعج الجميع بحديثه ولا يترك موقف إلا ويتحدث فيه مع زوجته ومع جيرانه ومع أي شخص يقابله يتحدث عن الطعام وعن الأعشاب ومعظم الوقت حديثه ليس به فائدة أو جديد، وكل من يقابله يعرف أنه مزعج، حتى أن الناس يمنعوه من دخول مجالسهم.                                                                |
| 30     | تدور أحداث الحلقة حول حبابة حيث سيدة تحكي قصة لأطفال صغار عن ضابط ذهب له علاء الدين ليشتكي من مارده حمدي لكن المارد قال للضابط أن علاء يعامله بطريقة سيئة حيث يطلب منه طلبات مثل الشاي وأشياء غريبة ولا يطلب منه قصر أو شيء من هذا القبيل فقام الضابط باستبدال سكرتيره بالمارد، ثم تأتي قضية أخرى يُتهم فيها علي بابا بسرقة الباسورد، وأخرى تُتهم فيها ليلى بقتل الذئب، وأخرى لسندريلا تشتكي من فقدها حذائها.      |